# Drapelul Insulei Man
Drapelul Insulei Man este compus din trei picioare cu pinteni de aur, aflate pe un fundal roșu. Acesta este steagul oficial al Insulei Man din 1931. Înainte de 1931, steagul Insulei Man era Steagul Uniunii, drapelul actual al Regatului Unit.